# Carex rorulenta
Carex rorulenta là một loài thực vật có hoa trong họ Cói. Loài này được Porta mô tả khoa học đầu tiên năm 1887.